# Periseius schusteri
Periseius schusteri är en spindeldjursart som beskrevs av Hirschmann 1966. Periseius schusteri ingår i släktet Periseius och familjen Ologamasidae. Inga underarter finns listade i Catalogue of Life.